# Puttin' On the Ritz
Pour les articles homonymes, voir Put et Ritz.
Clip vidéo
[vidéo] « Puttin' On The Ritz - Irving Berlin - 1930 », sur YouTube
Puttin' On the Ritz (« S'habiller pour aller au Ritz » en français) est un standard de jazz de big band swing-foxtrot du Great American Songbook de 1927, de l'auteur-compositeur Irving Berlin. Publiée le 2 décembre 1929, ce tube est interprété pour la première fois par Harry Richman dans le film musical américain à succès Puttin' On the Ritz d'Edward Sloman de 1930.

## Histoire
« To put on the Ritz » est une expression d'argot américain qui signifie « se mettre sur son 31 », « s'habiller de façon très chic », « s'habiller de façon clinquante comme pour aller au Ritz ». Écrit et composé en 1927, inspiré du jazz Nouvelle-Orléans-dixieland, ce tube fait partie avec sa vague de reprises à succès de l'époque, des nombreux tubes de swing-foxtrot de l'ère du Jazz des années 1920 et années 1930 d'entre-deux-guerres qui symbolisent les Années folles-Roaring Twenties (années vrombissantes, ou années rugissantes occidentales) jusqu'au Krach de 1929.

## Reprises et accolades
Ce tube est repris avec succès par de nombreuses stars du jazz, dont Jan Garber, Fred Astaire, Judy Garland, Benny Goodman, Clark Gable, Ella Fitzgerald, Robbie Williams (album Swings Both Ways de 2001)... 
La chanson (dans la version, chantée par Gene Wilder dans le film de 1974 Frankenstein Junior) est classée 89e dans la liste des « 100 plus grandes chansons du cinéma américain » selon l'American Film Institute (AFI).

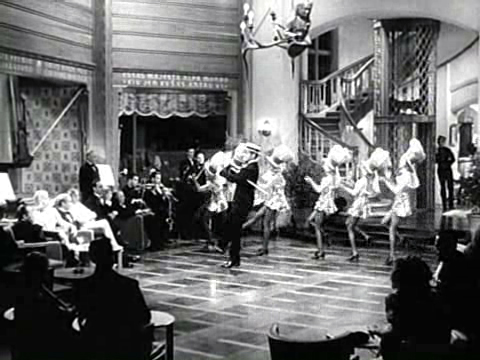
Chantée et dansée par Clark Gable, dans le film La Ronde des pantins, de Clarence Brown de 1939

En 1983, sa reprise est un succès international pour le chanteur néerlandais Taco. Sortie en single chez Polydor allemand, elle est entre autres 4e place du Billboard Hot 100 américain.

## Au cinéma
- 1930 : Puttin' On the Ritz, d'Edward Sloman (film musical) avec George Irving
- 1939 : La Ronde des pantins, de Clarence Brown (chantée par Clark Gable)
- 1946 : La Mélodie du bonheur, de Stuart Heisler, avec Fred Astaire et Bing Crosby
- 1974 : Frankenstein Junior, de Mel Brooks (chanté par Gene Wilder)
- 1986 : Golden Child : L'Enfant sacré du Tibet, de Michael Ritchie, avec Eddie Murphy